# Phyllophaga aliciae
Phyllophaga aliciae är en skalbaggsart som beskrevs av Moron och Rivera-cervantes 2005. Phyllophaga aliciae ingår i släktet Phyllophaga och familjen Melolonthidae. Inga underarter finns listade i Catalogue of Life.